# Ахапкин, Константин Николаевич
Константин Николаевич Ахапкин (19 января 1956) — советский легкоатлет, специалист по многоборьям. Выступал за сборную СССР по лёгкой атлетике в 1977—1984 годах, победитель Кубка Европы в командном зачёте, чемпион и призёр первенств национального значения, рекордсмен страны, участник чемпионата мира в Хельсинки и чемпионата Европы в Афинах. Мастер спорта СССР международного класса.

## Биография
Константин Ахапкин родился 19 января 1956 года.
Занимался лёгкой атлетикой под руководством Олега Фёдоровича Родителева, представлял Москву.
Впервые заявил о себе на взрослом всесоюзном уровне в сезоне 1977 года, когда на зимнем чемпионате СССР в Минске превзошёл всех соперников в семиборье и завоевал золотую медаль. Попав в состав советской национальной сборной, выступил на Кубке Европы по легкоатлетическим многоборьям в Лилле, где стал седьмым в личном зачёте и помог своим соотечественникам выиграть мужской командный зачёт.
В 1978 году на зимнем чемпионате СССР в Москве вновь победил в семиборье, установив при этом новый национальный рекорд страны — 5823 (5809) очка.
В 1979 году на чемпионате страны в рамках VII летней Спартакиады народов СССР в Москве стал серебряным призёром в десятиборье, уступив только Александру Гребенюку. На последовавшем Кубке Европы в Дрездене без результата досрочно завершил выступление, при этом советские спортсмены всё же получили бронзовые награды командного зачёта.
На чемпионате СССР 1981 года в Ленинграде был третьим в десятиборье.
В 1982 году с новым национальным рекордом в 8458 (8485) очков одержал победу на чемпионате СССР в Москве. Позже отправился представлять страну на чемпионате Европы в Афинах, где с результатом в 8116 очков стал седьмым.
В 1983 году добавил в послужной список серебряную награду, полученную на чемпионате страны в рамках VIII летней Спартакиады народов СССР — в десятиборье уступил Григорию Дегтярёву. Принимал участие во впервые проводившемся чемпионате мира по лёгкой атлетике в Хельсинки, но досрочно завершил здесь выступление.
За выдающиеся спортивные достижения удостоен почётного звания «Мастер спорта СССР международного класса» (1981).